# Peder Clason

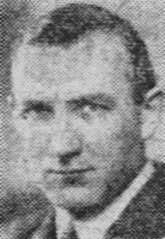
Peder Clason

Peder Clason, född 21 augusti 1894 i Stockholm, död 9 juli 1956 i Stockholm, var en svensk arkitekt. Han var son till arkitekten Isak Gustaf Clason av släkten Clason och bror till arkitekten Gustaf Clason.

## Biografi

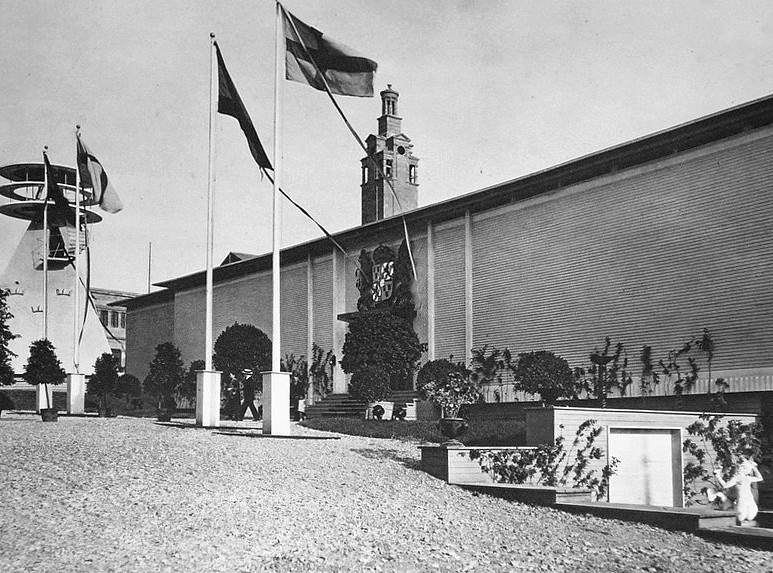
Svenska utställningspaviljongen i Barcelona 1929

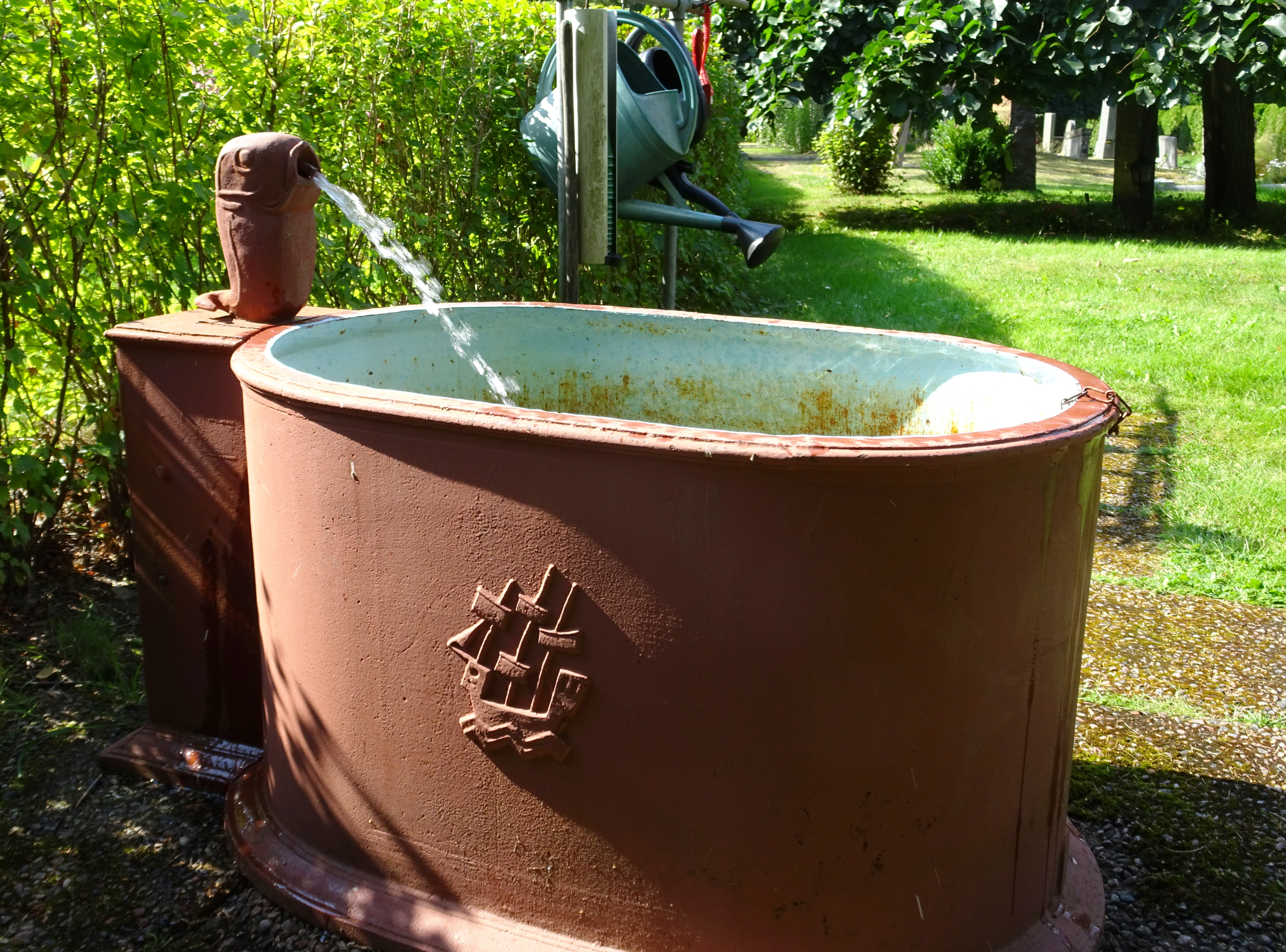
"Delfinkaret", Norra begravningsplatsen

Efter examen vid KTH 1918 fortsatte Clason studierna vid Kungliga Konsthögskolan fram till 1922. Från 1925 var han verksam utom stat vid Byggnadsstyrelsen. Han utsågs till byråchef för flygförvaltningen 1943 och blev Fortifikationsförvaltningens chefsarkitekt 1946.

## Verk i urval
- Apotekarsocietetens hus på Wallingatan 26 i Stockholm, 1923–1925
- Grand hotell i Falun 1930
- Svenska studenthemmet i Paris, 1931
- Villa Värtan (före detta Villa Fredriksberg), enfamiljshus på Bockholmsvägen i Solna, 1934–1935
- Utställningpaviljonger i Barcelona 1929 [2] och Bryssel 1935
- Bevattningskar för Norra begravningsplatsen och Sandsborgskyrkogården 1923
- Sankt Eriksgatan 39, 41, Stockholm, 1937–1940
- Kronprinsessan Margaretas minnesvård i Helsingborg